# صالح محفوظ القاسمي
صالح محفوظ القاسمي  ممثل عماني كانت بدايته في عام 1990 حتى عام 1995 اختفى عن الشاشة العمانية في عام 2010 عين في وزارة الأعلام مديرا لدائرة المصنفات الفنية بالمديرية العامة للاعلام .

## أعماله
- الشعر ديوان العرب

1994 - مسلسل
- دروب

1994 - مسلسل
- عايش زمانه

1994 - مسلسل
- آخر العنقود

1993 - مسلسل
- جمعة في مهب الريح

1992 - مسلسل
- معجم أسماء العرب

1990 - فوازير